# Arxipèlag Gulag
Arxipèlag Gulag (rus: Архипелаг ГУЛАГ, Arkhipelag GULAG) és una obra de l'escriptor rus Aleksandr Soljenitsin, que denuncia l'estructura de repressió de l'estat estalinista i els seus començaments en l'antic estat leninista de la Unió de Repúbliques Socialistes Soviètiques. El text, extens, compost per peces autònomes, va ser redactat entre 1958 i 1967 en la clandestinitat i sense arxius, partint de la mateixa experiència de l'autor i la de més de dos centenars de testimoniatges orals d'aquells companys de camps de concentració, presó, "reeducació" i extermini (gulag), que hi van dipositar la trista història de llurs vides. En l'original rus, la paraula "Arkhipelag" és aguda, la qual cosa possibilita una accentuada rima amb "Gulag", que dona suport a la metàfora subjacent desplegada en tota l'obra.
L'obra va aparèixer a França (1973) i amb presses a causa dels problemes de l'escriptor amb la seguretat de l'estat soviètic. La secretària que duia el manuscrit quan el van confiscar, es va suïcidar a Moscou després d'un interrogatori, «víctima de la por del gulag», segons paraules de Soljenitsin. Ell en va ser expulsat immediatament i només 20 anys després (maig de 1994) va poder tornar a la ja ex-Unió Soviètica, on va morir el 2008.
La versió completa de l'obra té quatre parts, organitzades en dos volums. En el primer, es disseca el procés de detenció i les tortures practicades per fer «confessar» les coses que no s'havien fet, les iniquitats dels funcionaris destinades a trencar moralment el detingut, la convivència amb altres presos com a sola possibilitat de combatre l'embrutiment... A Soljenitsin, el van condemnar a vuit anys de treballs forçats i el van destinar al camp de Novi Ierusalim (els monestirs ortodoxos els van reconvertir en centres de càstig). Va arribar com un zek, o reclús i, per tant, algú desposseït de drets. En pocs dies, diu, esdevindrà un autèntic zek: «mentider, desconfiat, observador».
Les condicions de supervivència en el gulag -segon volum, llibres tres i quatre- eren simplement inhumanes. Soljenitsin s'esforça, nogensmenys, d'anar més enllà i transcendir aquell horrible sofriment que conduïa a la degradació: «Quan es roseguen els ossos d'una ratapinyada en descomposició, es beu el brou fet amb cranis de cavalls morts, es fumen cigarrets de fem o es veu un metge prendre-li el pols a un presoner i assegurar als funcionaris que pot suportar uns quants minuts més de tortura, quan es conduïx un home a certes situacions, aquest home ja roman eximit de tot deure amb els seus semblants». Malgrat això, l'escriptor recull aquella muda humanitat proscrita i humiliada, i l'embolica amb el mantell de la seua paraula clara: res a veure amb el paràsit llenguatge oficial disposat a substituir la catàstrofe política i moral del comunisme per eufemismes de tota mena.